# Sowiecka Formuła Mondial Sezon 1990
Sowiecka Formuła Mondial Sezon 1990 – trzeci sezon Sowieckiej Formuły Mondial (pierwszy pod nazwą Formuła 1600). Składał się z trzech eliminacji. Mistrzem został Toivo Asmer (Estonia 21.10).

## Kalendarz wyścigów
| Runda | Data        | Tor   | Pole position | Najszybsze okrążenie | Zwycięzca (kierowcy) | Zwycięzca (zespoły) |
| ----- | ----------- | ----- | ------------- | -------------------- | -------------------- | ------------------- |
| 1     | 21 kwietnia | Kijów | ?             | Toivo Asmer          | Toivo Asmer          | DOSAAF Tallinn      |
| 2     | 16 czerwca  | Ryga  | ?             | ?                    | Wiktor Kozankow      | DOSAAF Moskwa       |
| 3     | 23 września | Kijów | ?             | ?                    | Toivo Asmer          | DOSAAF Tallinn      |

## Klasyfikacja kierowców
| Legenda oznaczeń w tabelach wyników Wyświetl szablon na nowej stronie | Legenda oznaczeń w tabelach wyników Wyświetl szablon na nowej stronie                                                                     |
| Oznaczenie                                                            | Wyjaśnienie |
| --------------------------------------------------------------------- | --- |
| Złoty                                                                 | Zwycięzca lub mistrzostwo |
| Srebrny                                                               | 2. miejsce lub wicemistrzostwo |
| Brązowy                                                               | 3. miejsce lub II wicemistrzostwo |
| Zielony                                                               | Ukończył, punktował (w klasyfikacji generalnej, gdy zdobył co najmniej jeden punkt na przestrzeni sezonu, poza trzema powyższymi opcjami) |
| Niebieski                                                             | Ukończył, nie punktował (w klasyfikacji generalnej, gdy nie zdobył co najmniej jednego punktu na przestrzeni sezonu)                      |
| Czerwony                                                              | Nie zakwalifikował się (NZ) |
| Czerwony                                                              | Nie prekwalifikował się (NPK) |
| Różowy                                                                | Nie ukończył (NU) |
| Różowy                                                                | Niesklasyfikowany (NS) (w klasyfikacji generalnej, gdy nie został sklasyfikowany w żadnym wyścigu sezonu)                                 |
| Czarny                                                                | Zdyskwalifikowany (DK) |
| Czarny                                                                | Wykluczony (WYK/EX) |
| Biały                                                                 | Nie wystartował (NW) |
| Biały                                                                 | Kontuzjowany (K/INJ) |
| Biały                                                                 | Wyścig odwołany (OD/C) |
| Bez koloru                                                            | Został wycofany (WYC/WD) |
| Bez koloru                                                            | Nie przybył (NP/DNA) |
| Bez koloru                                                            | Nie brał udziału w treningach (NT/DNP) |
| Bez koloru                                                            | Nie został zgłoszony (–) |
| Pogrubienie                                                           | Start z pole position |
| Kursywa                                                               | Najszybsze okrążenie wyścigu |
| †                                                                     | Nie ukończył, ale jego rezultat został zaliczony ze względu na przejechanie więcej niż 90% dystansu wyścigu.                              |
| *                                                                     | Sezon w trakcie |
| 1/2/3                                                                 | Punktowana pozycja w sprincie kwalifikacyjnym                                                                                             |
| Lista systemów punktacji Formuły 1                                    | |

| Poz. | Kierowca                | Zespół                | CZJ | RGA | CZJ | Punkty |
| ---- | ----------------------- | --------------------- | --- | --- | --- | ------ |
| 1    | Toivo Asmer             | DOSAAF Tallinn        | 1   | 2   | 1   | 100    |
| 2    | Wiktor Kozankow         | DOSAAF Moskwa         | 2   | 1   | -   | 96     |
| 3    | Aleksandr Ponomariew    | DOSAAF Togliatti      | NU  | 5   | 2   | 86     |
| 4    | Aleksandr Potiechin     | DOSAAF Moskwa         | 3   | 3   | 3   | 86     |
| 5    | Dawid Ciklauri          | DOSAAF Tbilisi        | 7   | NU  | 5   | 78     |
| 6    | Avo Soots               | DOSAAF Tallinn        | NW  | 6   | 9   | 75     |
| 7    | Aleksandr Romaszin      | DOSAAF Borysów        | 8   | 14  | 8   | 74     |
| 8    | Aleksandr Armand        | DOSAAF Moskwa         | NU  | 11  | 6   | 73     |
| 9    | Wiktor Gasenko          | DOSAAF Kijów          | 4   | 15  | NU  | 71     |
| 10   | Aleksandr Saunkin       | DOSAAF Moskwa         | 10  | 12  | NU  | 68     |
| 11   | Michaił Michajłow       | Moskwa                | -   | -   | 4   | 41     |
| 12   | Andris Kaļķis           | Sowieckaja Armia Ryga | -   | 4   | -   | 41     |
| 13   | Mart Kongo              | DOSAAF Tallinn        | 5   | NU  | NU  | 40     |
| 14   | Raivo Hääl              | DOSAAF Tallinn        | 6   | NU  | -   | 39     |
| 15   | Aleksandr Mirianaszwili | DOSAAF Moskwa         | -   | -   | 7   | 38     |
| 16   | Indulis Rukuts          | DOSAAF Ryga           | -   | 7   | -   | 38     |
| 17   | Andris Štāls            | DOSAAF Ryga           | -   | 8   | -   | 37     |
| 18   | Timur Kandelaki         | Moskwa                | NU  | 9   | NU  | 36     |
| 19   | Gieorgij Czchaidze      | Tbilisi               | 9   | -   | NU  | 36     |
| 20   | Wiktor Zakrużnyj        | Moskwa                | -   | -   | 10  | 35     |
| 21   | Raimonds Dzintars       | Ryga                  | -   | 10  | -   | 35     |
| 22   | Władisław Barkowski     | Spartak Moskwa        | 11  | -   | -   | 34     |
| 23   | Aleksandr Ceruaszwili   | DOSAAF Tbilisi        | -   | 13  | NU  | 32     |
| NS   | Walerij Sułtanow        | DOSAAF Machaczkała    | NU  | -   | -   | 0      |
| NS   | Toomas Napa             | DOSAAF Tallinn        | NW  | -   | -   | 0      |
| NS   | Urmas Põld              | DOSAAF Tallinn        | NW  | -   | -   | 0      |
| NS   | Sergejs Pugačs          | DOSAAF Ryga           | -   | NU  | -   | 0      |
| NS   | Andriej Krietow         | DOSAAF Moskwa         | -   | NU  | -   | 0      |